# Ned Glass
Ned Glass, all'anagrafe Nusyn Glass (Polonia, 1º aprile 1906 – Encino, 15 giugno 1984), è stato un attore statunitense.
Glass ha recitato in diverse produzioni per la televisione, oltre 120 dal 1952 al 1982, e in oltre 80 produzioni cinematografiche dal 1937 al 1981.

## Biografia
Ned Glass nacque in Polonia il 1º aprile 1906 ma si trasferì presto a New York. Qui iniziò a lavorare come attore in teatro e fece parte di diverse produzioni a Broadway e nel vaudeville fin dagli anni trenta. Debuttò al cinema alla fine degli anni trenta e in televisione agli inizi degli anni cinquanta.
Per la TV interpretò, tra gli altri, il master sergeant Andy Pendleton in 14 episodi della serie The Phil Silvers Show (1955-1956), Sylvester in due episodi della serie Peter Gunn (1960), più altri tre episodi con altri ruoli, il dottor Abraham Goodman in cinque episodi della serie Ben Casey (1965-1966), più altri due episodi con altri ruoli, Jerry Dale in quattro episodi della serie Fair Exchange (1962-1963), Hastings in quattro episodi della serie Per favore non mangiate le margherite (1965-1966), lo scienziato Reynolds in quattro episodi della serie Mr. Terrific (1967), Sol Cooper (ruolo per il quale fu candidato per un Emmy Award nel 1969) in 16 episodi della serie Giulia (1968-1971) e lo zio 'Moe' Plotnick in 24 episodi della serie Bridget Loves Bernie (1972-1973). Interpretò inoltre numerosi altri personaggi secondari o ruoli da guest star in molti episodi di serie televisive dagli anni cinquanta agli anni ottanta, anche con ruoli diversi in più di un episodio; partecipò, tra l'altro a due episodi di Trackdown, tre episodi di I racconti del West, tre episodi di Have Gun - Will Travel, quattro episodi di Gli intoccabili, tre episodi di Il fuggiasco, due episodi di Kolchak: The Night Stalker, due episodi di Baretta e tre episodi di Trapper John. Prese parte anche a due episodi della serie classica di Ai confini della realtà trasmessi nel 1960 e nel 1961.
Collezionò inoltre numerose presenze anche per il cinema. La sua carriera cinematografica subì tuttavia un rallentamento quando fu inserito agli inizi degli anni cinquanta nella lista nera di Hollywood (periodo nel quale compariva spesso nelle produzioni non accreditato) dalla quale fu cancellato solo agli inizi degli anni 60. Dopo la completa riabilitazione, nel 1961 partecipò nel ruolo di Doc al film West Side Story. Interpretò poi personaggi di Max Lieberman in Pugno proibito  (1962), Baldy in Come ingannare mio marito (1962), Mr. Sparrow in Quella strana condizione di papà (1963), Leopold W. Gideon in Sciarada (1963), Lippy in L'affare Blindfold (1965), Doc Schindler in Non per soldi... ma per denaro (1966), Sid Fivush in Salvate la tigre (1973) e Arty Bale in The All-American Boy (1973).
Fu accreditato per l'ultima volta sugli schermi televisivi in un episodio trasmesso il 20 dicembre 1982, intitolato I'll Be Home for Christmas e facente parte della serie New York New York, nel quale interpretò il ruolo di un borseggiatore, mentre per il cinema l'ultimo personaggio a cui diede vita fu quello di Sam nel film Street Music (1981) Morì a Encino, in California, il 15 giugno 1984..

## Filmografia

### Cinema
- La moglie bugiarda (True Confession), regia di Wesley Ruggles (1937)
- Give Me a Sailor, regia di Elliott Nugent (1938)
- La resa dei conti (Dick Tracy Returns), regia di John English, William Witney - serial cinematografico (1938)
- Il mio prossimo matrimonio (Next Time I Marry), regia di Garson Kanin (1938)
- Three Little Sew and Sews, regia di Del Lord (1939)
- Woman Doctor, regia di Sidney Salkow (1939)
- I'm from Missouri, regia di Theodore Reed (1939)
- La peste del West (Pest from the West), regia di Del Lord (1939)
- Trouble Finds Andy Clyde, regia di Jules White (1939)
- Angeli del mare (Coast Guard), regia di Edward Ludwig (1939)
- Vagabondo per la Georgia (Mooching Through Georgia), regia di Jules White (1939)
- You Nazty Spy!, regia di Jules White (1940)
- Pardon My Berth Marks, regia di Jules White (1940)
- Nutty But Nice, regia di Jules White (1940)
- From Nurse to Worse, regia di Jules White (1940)
- Glamour for Sale, regia di D. Ross Lederman (1940)
- Prairie Schooners, regia di Sam Nelson (1940)
- Beyond the Sacramento, regia di Lambert Hillyer (1940)
- I'll Never Heil Again, regia di Jules White (1941)
- The Richest Man in Town, regia di Charles Barton (1941)
- King of Dodge City, regia di Lambert Hillyer (1941)
- Go West, Young Lady, regia di Frank R. Strayer (1941)
- Glove Birds, regia di Jules White (1942)
- Hokus Pokus, regia di Jules White (1949)
- The Grass Is Always Greener, regia di Richard L. Bare (1950)
- Intermezzo matrimoniale (Perfect Strangers), regia di Bretaigne Windust (1950)
- I dannati non piangono (The Damned Don't Cry), regia di Vincent Sherman (1950)
- Il bandito galante (The Great Jewel Robber), regia di Peter Godfrey (1950)
- Delitto in prima pagina (The Underworld Story), regia di Cy Endfield (1950)
- La strada del mistero (Mystery Street), regia di John Sturges (1950)
- Three Hams on Rye, regia di Jules White (1950)
- He's a Cockeyed Wonder, regia di Peter Godfrey (1950)
- La setta dei tre K (Storm Warning), regia di Stuart Heisler (1951)
- L'odio colpisce due volte (Lightning Strikes Twice), regia di King Vidor (1951)
- Omertà (The People Against O'Hara), regia di John Sturges (1951)
- Callaway Went Thataway, regia di Melvin Frank, Norman Panama (1951)
- It's a Big Country: An American Anthology, regia di Don Hartman, Clarence Brown (1951)
- Lo sprecone (Just This Once), regia di Don Weis (1952)
- La dama bianca (The Girl in White), regia di John Sturges (1952)
- You for Me, regia di Don Weis (1952)
- Quattro morti irrequieti (Stop, You're Killing Me), regia di Roy Del Ruth (1952)
- Torna, piccola Sheba (Come Back, Little Sheba), regia di Daniel Mann (1952)
- Il bruto e la bella (The Bad and the Beautiful), regia di Vincente Minnelli (1952)
- Il pagliaccio (The Clown), regia di Robert Z. Leonard (1953)
- I Love Melvin, regia di Don Weis (1953)
- L'irresistibile Mr. John (Trouble Along the Way), regia di Michael Curtiz (1953)
- Giulio Cesare (Julius Caesar), regia di Joseph L. Mankiewicz (1953)
- La guerra dei mondi (The War of the Worlds), regia di Byron Haskin (1953)
- Occhio alla palla (The Caddy), regia di Norman Taurog (1953)
- Allegri esploratori (Mister Scoutmaster), regia di Henry Levin (1953)
- Jennifer, regia di Joel Newton (1953)
- Geraldine, regia di R.G. Springsteen (1953)
- L'ascia di guerra (The Yellow Tomahawk), regia di Lesley Selander (1954)
- The Steel Cage, regia di Walter Doniger (1954)
- Fright , regia di W. Lee Wilder (1956)
- Four Boys and a Gun, regia di William Berke (1957)
- Hot Rod Rumble, regia di Leslie H. Martinson (1957)
- Back from the Dead, regia di Charles Marquis Warren (1957)
- Giustizia senza legge (Black Patch), regia di Allen H. Miner (1957)
- Il jolly è impazzito (The Joker Is Wild), regia di Charles Vidor (1957)
- Accidenti che schianto (Hear Me Good), regia di Don McGuire (1957)
- La via del male (King Creole), regia di Michael Curtiz (1958)
- I cinque penny (The Five Pennies), regia di Melville Shavelson (1959)
- La rapina (The Rebel Set), regia di Gene Fowler Jr. (1959)
- Intrigo internazionale (North by Northwest), regia di Alfred Hitchcock (1959)
- I ribelli del Kansas (The Jayhawkers!), regia di Melvin Frank (1959)
- Addio dottor Abelman! (The Last Angry Man), regia di Daniel Mann (1959)
- West Side Story, regia di Robert Wise, Jerome Robbins (1961)
- Operazione terrore (Experiment in Terror), regia di Blake Edwards (1962)
- Pugno proibito (Kid Galahad), regia di Phil Karlson (1962)
- Come ingannare mio marito (Who's Got the Action?), regia di Daniel Mann (1962)
- Quella strana condizione di papà (Papa's Delicate Condition), regia di George Marshall (1963)
- Sciarada (Charade), regia di Stanley Donen (1963)
- L'affare Blindfold (Blindfold), regia di Philip Dunne (1965)
- Posta grossa a Dodge City (A Big Hand for the Little Lady), regia di Fielder Cook (1966)
- Non per soldi... ma per denaro (The Fortune Cookie), regia di Billy Wilder (1966)
- Il fantasma del pirata Barbanera (Blackbeard's Ghost), regia di Robert Stevenson (1968)
- L'incredibile furto di Mr. Girasole (Never a Dull Moment), regia di Jerry Paris (1968)
- Un Maggiolino tutto matto (The Love Bug), regia di Robert Stevenson (1968)
- La signora del blues (Lady Sings the Blues), regia di Sidney J. Furie (1972)
- Salvate la tigre (Save the Tiger), regia di John G. Avildsen (1973)
- The All-American Boy, regia di Charles Eastman (1973)
- Street Music, regia di Jenny Bowen (1981)

### Televisione
- The Red Skelton Show – serie TV, un episodio (1952)
- Rebound – serie TV, 2 episodi (1952)
- Schlitz Playhouse of Stars – serie TV, 2 episodi (1952)
- My Hero – serie TV, 2 episodi (1953)
- Medic – serie TV, un episodio (1954)
- The Phil Silvers Show – serie TV, 14 episodi (1955-1956)
- The Jackie Gleason Show – serie TV, 2 episodi (1955)
- Goodyear Television Playhouse – serie TV, un episodio (1955)
- The Honeymooners – serie TV, un episodio (1955)
- Playhouse 90 – serie TV, 2 episodi (1956-1958)
- I racconti del West (Zane Grey Theater) – serie TV, 3 episodi (1956-1959)
- Sheriff of Cochise – serie TV, un episodio (1956)
- Trackdown – serie TV, 2 episodi (1957-1958)
- Have Gun - Will Travel – serie TV, 3 episodi (1957-1961)
- Gunsmoke – serie TV, 9 episodi (1957-1969)
- The People's Choice – serie TV, un episodio (1957)
- Avventure in elicottero (Whirlybirds) – serie TV, un episodio (1957)
- Studio One – serie TV, un episodio (1957)
- The Web – serie TV, un episodio (1957)
- Those Whiting Girls – serie TV, un episodio (1957)
- Boots and Saddles – serie TV, un episodio (1957)
- Peter Gunn – serie TV, 5 episodi (1958-1961)
- Official Detective – serie TV, un episodio (1958)
- The Court of Last Resort – serie TV, episodio 1x25 (1958)
- The Walter Winchell File – serie TV, un episodio (1958)
- Jefferson Drum – serie TV, un episodio (1958)
- U.S. Marshal – serie TV, un episodio (1958)
- Black Saddle – serie TV, un episodio (1959)
- Richard Diamond (Richard Diamond, Private Detective) – serie TV, un episodio (1959)
- Bonanza - serie TV, episodio 1x01 (1959)
- Mike Hammer – serie TV, un episodio (1959)
- Perry Mason – serie TV, un episodio (1959)
- Buick-Electra Playhouse – serie TV, un episodio (1959)
- Tightrope – serie TV, episodio 1x11 (1959)
- Ai confini della realtà (The Twilight Zone) – serie TV, 2 episodi (1960-1961
- Gli intoccabili (The Untouchables) – serie TV, 4 episodi (1960-1962)
- Michael Shayne - serie TV episodio 1x01 (1960)
- Ricercato vivo o morto (Wanted: Dead or Alive) – serie TV, episodio 2x19 (1960)
- Lo sceriffo indiano (Law of the Plainsman) – serie TV, episodio 1x17 (1960)
- I detectives (The Detectives) – serie TV, un episodio (1960)
- Westinghouse Desilu Playhouse – serie TV, episodio 2x14 (1960)
- Shotgun Slade – serie TV, un episodio (1960)
- The Aquanauts – serie TV, episodio 1x08 (1960)
- Harrigan and Son – serie TV, un episodio (1960)
- Ben Casey – serie TV, 7 episodi (1961-1966)
- The Rebel – serie TV, un episodio (1961)
- Guestward Ho! – serie TV, un episodio (1961)
- Thriller – serie TV, episodio 1x35 (1961)
- Angel – serie TV, un episodio (1961)
- Make Room for Daddy – serie TV, un episodio (1961)
- Fair Exchange – serie TV, 4 episodi (1962-1963)
- Follow the Sun – serie TV, episodio 1x24 (1962)
- L'impareggiabile Glynis (Glynis) – serie TV, 2 episodi (1963)
- Polvere di stelle (Bob Hope Presents the Chrysler Theatre) – serie TV, un episodio (1964)
- The Dick Van Dyke Show – serie TV, un episodio (1964)
- The Cara Williams Show – serie TV, un episodio (1964)
- Slattery's People – serie TV, episodio 1x05 (1964)
- Il dottor Kildare (Dr. Kildare) – serie TV, un episodio (1964)
- The Baileys of Balboa – serie TV, un episodio (1964)
- Per favore non mangiate le margherite (Please Don't Eat the Daisies) – serie TV, 4 episodi (1965-1966)
- Vacation Playhouse – serie TV, 2 episodi (1965-1966)
- Il fuggiasco (The Fugitive) – serie TV, 3 episodi (1965-1966)
- Il ragazzo di Hong Kong (Kentucky Jones) – serie TV, episodio 1x16 (1965)
- My Living Doll – serie TV, episodio 1x25 (1965)
- Io e i miei tre figli (My Three Sons) – serie TV, episodio 5x28 (1965)
- For the People – serie TV, un episodio (1965)
- Le cause dell'avvocato O' Brien (The Trials of O'Brien) – serie TV, un episodio (1965)
- The Patty Duke Show – serie TV, un episodio (1965)
- Occasional Wife – serie TV, 2 episodi (1966-1967)
- Camp Runamuck – serie TV, un episodio (1966)
- Good Old Days – film TV (1966)
- Summer Fun – serie TV, un episodio (1966)
- Squadra speciale anticrimine (The Felony Squad) – serie TV, episodio 1x03 (1966)
- Un eroe da quattro soldi (The Hero) – serie TV, episodio 1x04 (1966)
- Vita da strega (Bewitched) – serie TV, un episodio (1966)
- Insight – serie TV, 2 episodi (1967-1973)
- I Monkees (The Monkees) – serie TV, un episodio (1967)
- Amore in soffitta (Love on a Rooftop) – serie TV, un episodio (1967)
- Organizzazione U.N.C.L.E. (The Man from U.N.C.L.E.) – serie TV, un episodio (1967)
- Mr. Terrific – serie TV, 4 episodi (1967)
- Ready and Willing – film TV (1967)
- Giulia (Julia) – serie TV, 16 episodi (1968-1971)
- Mannix – serie TV, 2 episodi (1968-1973)
- Adam-12 – serie TV, un episodio (1968)
- Gli eroi di Hogan (Hogan's Heroes) – serie TV, un episodio (1968)
- Mayberry R.F.D. – serie TV, un episodio (1968)
- Ironside – serie TV, 2 episodi (1969-1974)
- Gomer Pyle: USMC – serie TV, un episodio (1969)
- Quella strana ragazza (That Girl) – serie TV, un episodio (1969)
- Tony e il professore (My Friend Tony) – serie TV, un episodio (1969)
- Strega per amore (I Dream of Jeannie) – serie TV, un episodio (1969)
- Lancer – serie TV, episodio 2x06 (1969)
- Medical Center – serie TV, un episodio (1969)
- Arrivano le spose (Here Come the Brides) – serie TV, un episodio (1970)
- The Movie Murderer – film TV (1970)
- Get Smart – serie TV, un episodio (1970)
- Los Angeles: ospedale nord (The Interns) – serie TV, un episodio (1970)
- Uomini di legge (Storefront Lawyers) – serie TV, un episodio (1970)
- Bracken's World – serie TV, un episodio (1970)
- Enemies – film TV (1971)
- Mod Squad, i ragazzi di Greer (The Mod Squad) – serie TV, un episodio (1971)
- La famiglia Partridge (The Partridge Family) – serie TV, un episodio (1971)
- Detective anni '30 (Banyon) – serie TV, un episodio (1971)
- Love, American Style – serie TV, un episodio (1971)
- Codice criminale (Mongo's Back in Town) – film TV (1971)
- Bridget Loves Bernie – serie TV, 24 episodi (1972-1973)
- Cannon – serie TV, un episodio (1972)
- Mistero in galleria (Night Gallery) – serie TV, un episodio (1972)
- Adventures of Nick Carter – film TV (1972)
- Temperatures Rising – serie TV, un episodio (1972)
- A tutte le auto della polizia (The Rookies) – serie TV, 2 episodi (1973-1974)
- Kolchak: The Night Stalker – serie TV, 2 episodi (1974)
- Barney Miller – serie TV, 2 episodi (1975-1981)
- Pepper Anderson agente speciale (Police Woman) – serie TV, un episodio (1975)
- Crossfire – film TV (1975)
- Rosenthal and Jones – film TV (1975)
- McCoy – serie TV, un episodio (1975)
- Kojak – serie TV, episodio 3x22 (1976)
- Mary Tyler Moore Show (Mary Tyler Moore) – serie TV, un episodio (1976)
- Baretta – serie TV, 2 episodi (1977-1978)
- Vega$ – serie TV, 3 episodi (1978-1981)
- Fish – serie TV, un episodio (1978)
- Chico (Chico and the Man) – serie TV, un episodio (1978)
- CHiPs – serie TV, un episodio (1979)
- Sword of Justice – serie TV, un episodio (1979)
- Goldie and the Boxer – film TV (1979)
- Trapper John (Trapper John, M.D.) – serie TV, 3 episodi (1980-1982)
- Hagen – serie TV, un episodio (1980)
- New York New York (Cagney & Lacey) – serie TV, un episodio (1982)

## Doppiatori italiani
- Bruno Persa in West Side Story, Come ingannare mio marito, Sciarada, Il fantasma del pirata Barbanera
- Giovanni Saccenti in Intrigo internazionale